# Štěpán Plaček
Štěpán Plaček (30. srpna 1909 Brno – 25. února 1992 Praha) byl český právník a představitel Státní bezpečnosti.

## Mládí a studia
Pocházel z židovské rodiny. Po německé obecné škole a gymnáziu v Brně vystudoval v letech 1927–33 Právnickou fakultu Univerzity Karlovy v Praze.

## Komunistická činnost
Od roku 1928 byl členem KSČ. Během krize ve straně v roce 1929 podporoval Klementa Gottwalda a jeho skupinu, která na V. sjezdu stranu ovládla. Ve 30. letech kromě advokátní praxe pracoval také pro sovětskou obchodní misi a redakci Rudého práva. Byl aktivním členem KSČ a získal funkci stranického instruktora. V roce 1936 byl stranicky vyšetřován pro styky s trockisty a v následujícím roce měl být kvůli trockistickým názorům ze strany údajně vyloučen. V roce 1939 se oženil s jugoslávskou komunistkou Zorou Gavričovou.

## Období protektorátu
Během německé okupace pracoval jako učitel jazyků a noční hlídač. Protože žil ve smíšeném manželství, nehrozil mu zpočátku transport do vyhlazovacího tábora. Jeho manželka byla v letech 1940–43 vězněna pro účast v komunistickém odboji. Od ledna 1945, kdy měl nastoupit k transportu do Terezína, se až do konce války ukrýval.

## Kariéra v bezpečnostním aparátu
V květnu 1945 se přihlásil u generálního tajemníka KSČ Rudolfa Slánského s žádostí o práci a na jeho doporučení nastoupil jako vyšetřovatel do bezpečnostního aparátu. Plaček sám byl vyšetřován pro podezření ze spolupráce s gestapem či SD, ale nic mu prokázáno nebylo. Po vzniku Zemského odboru bezpečnosti (ZOB) se stal vedoucím 2. odboru (ZOB II) v Praze. Byl pověřen vedením politického zpravodajství. Po sloučení ZOB se Státní bezpečností svou pozici dále upevnil.
Řídil hlavní operace komunisty kontrolovaných bezpečnostních složek proti politickým odpůrcům, např. odstranění Josefa Bartíka z funkce velitele zpravodajského odboru ministerstva vnitra. Podílel se na pokusu zdiskreditovat Vladimíra Krajinu před volbami 1946 a sledování politiků nekomunistických stran Národní fronty. Využíval také bývalé agenty SD. Aktivně se účastnil komunistického převratu v únoru 1948, kdy koordinoval postup Bezpečnosti a zpravodajství.
Plaček odsouhlasil fyzickou likvidaci Petra Konečného, který byl zatčen v souvislosti s případem Augustina Schramma. Konečného zastřelil Miroslav Pich-Tůma počátkem června 1948 poblíž Banské Bystrice. V září 1948 nechal Plaček zastřelit příslušníka StB Františka Novotného, zatčeného na základě informace, že jistý Novotný je cizím agentem v StB. Vyšetřování podezření nepotvrdilo, ale Novotný byl na rozkaz Plačka pro výstrahu ostatním příslušníkům StB zlikvidován při fingovaném pokusu o útěk.
Byl v pravidelném kontaktu s příslušníky sovětských zpravodajských služeb v Československu a dodával jim informace. Navázal také styky se zpravodajci z Jugoslávie, Polska, Maďarska, Rumunska a Bulharska. Přes svou manželku měl velmi dobré a časté kontakty s Jugoslávci. Při návštěvě maršála Tita v Československu v roce 1946 organizoval velmi přísná bezpečnostní opatření a jménem ministerstva vnitra vítal Tita na hranicích.
Plaček byl neskrývaně ambiciózní, vůči sobě značně nekritický a zpravodajství považoval za svou výlučnou sféru. Proto se často dostával do konfliktů s ostatními veliteli bezpečnostních orgánů, jako byli Emil Hršel, Zdeněk Toman, Jindřich Veselý a Karel Šváb, i s Bedřichem Reicinem a Karlem Vašem z vojenského Obranného zpravodajství. Karel Kaplan označil Plačka za „zpravodajce tělem i duší“ a jednu z nejtypičtějších postav československé poválečné Bezpečnosti.

## Odvolání z funkce a uvěznění
V listopadu 1948 byl Plaček náhle odvolán z funkce. Jako důvody byly uváděny spory s Veselým a Švábem, nekontrolovatelnost, dobrodružnost a neskrývané ambice. Dalších deset měsíců nebyl zařazen do žádné funkce, ale stále pobíral plat od ministerstva vnitra. V létě 1949 bylo rozhodnuto o jeho zařazení jako vedoucího učebního oddělení ministerstva spravedlnosti, kromě toho přednášel na právnické škole pracujících teorii a dějiny dělnického hnutí.
Po zatčení 22. listopadu 1949 byl držen ve vazbě až do procesu v lednu 1954. Zpočátku se ho vyšetřovatelé snažili přinutit k přiznání, že je jugoslávským agentem, u soudu byl obžalován z nezákonných služebních metod. Za trestné činy vraždy (případy Konečného a Novotného) a zneužití služební moci byl odsouzen na 15 let.

## Život po propuštění z vězení
Z vězení byl propuštěn v dubnu 1957. V letech 1958 až 1964 pracoval jako odborný knihovník ve Státní technické knihovně, poté až do odchodu do důchodu v roce 1970 jako vědecký pracovník Ústavu pro mezinárodní politiku a ekonomii při ministerstvu zahraničních věcí. V 60. letech byl plně soudně i stranicky rehabilitován. Zemřel v Praze 25. února 1992.